# 大矢剛功
大矢 剛功（おおや ひさかつ、1964年7月2日 - ）は、日本のプロレスラー。石川県金沢市出身 で、現在は兵庫県神戸市在住。身長185cm、体重105kg。現在はフリーとして、主戦場とする北都プロレスのほか各プロレス団体に参戦している。かつての本名は大矢健一であったが、法的手続きを執り、本名も大矢剛功に変更している。

## 経歴
藤花学園尾山台高等学校卒業後、神戸市の体育専門学校を経て、1985年に新日本プロレスに入門。
1986年4月20日、木更津市倉形スポーツ会館において蝶野正洋戦でデビューしたが、ドン荒川が開発した新技の実験台にされたりしていた。その後、右腕の怪我で一年休場し、新日本より退団を言い渡されたが選手会の仲立ちで退団は撤回された。その後すぐに反対の腕を怪我し、1989年ごろに退団している。
ヤングライオン時代、越中詩郎が木村健吾と共にヤクザ役で出演予定だった映画『新宿純愛物語』に、直前に怪我をした越中の代役で出演した。
1988年に結婚し、その後はスポーツインストラクターに転身したが、1990年に設立されたSWSに入団してレスラー生活を再スタートさせた。団体内ユニットではジョージ高野率いる『パライストラ』に所属した。SWS崩壊後はNOWを経てFMWに乱入し移籍。ミスター・ポーゴに誘われて『W★ING同盟』に所属して、大仁田厚らとデスマッチ抗争を繰り広げた。ミスター・ポーゴとのタッグで難攻不落と言われていたビッグ・タイトン＆ザ・グラジェーター組から世界ブラスナックル王者を奪取し第2代王者となる。ファイトスタイル等の方向性の違いからW★ING同盟を離脱しターザン後藤、リッキー・フジと鬼神組を結成。1995年5月、FMW川崎球場大会でリッキーとのコンビでポーゴ＆金村組を破り世界ブラスナックルタッグを奪取した。
1995年の大仁田引退後の『新生FMW』では、新たにリッキー、ポーゴ、グラジェーター、ボウダーと『リーサル・ウェポン』を結成。次第にデスマッチからは距離を置くようになり、原点である新日本プロレス在籍時に培った「ストロングスタイル」の戦いに活路を見い出す。大仁田引退直後に行われたブラスナックル王座決定戦でハヤブサと激闘を演じ、自らのストロングスタイルの実力を知らしめると同時に、団体の『新生』を印象付けることに貢献した。勢力を落としたリーサル・ウェポンを離脱し米版FMW、ZENに所属するが乱入行為等に賛同できずに離脱を繰り返した。
最終的に正規軍に加わるようになり、若手レスラーの指導なども行った時期もある。この辺りからレスリングの実力を発揮するようになった。
時を経て、FMWの運営方針が冬木弘道指揮下のエンタメ路線に変更されると、髪の毛の薄さをネタにされるようになり、コミッショナーの冬木からカツラを付けて試合をするよう強制されたが、それを付けて入場した大矢は試合前に自らそれを取り去り、完全に剃りあげたスキンヘッドを見せ付けた。傲慢な（理不尽キャラクターを演じていた）冬木の鼻をあかすことに見事成功し、驚きのあまり冬木は呆然とした顔をしながら花道を後ずさりした。これをきっかけにして大矢は、その後スキンヘッドを保っている。
やがて『男の中の男』のキャッチフレーズを得て、演歌歌手の谷本知美をマネージャーにつけて活動を始め、確かな存在感を見せ付ける。
FMW倒産以降は他団体に出場。2005年からは自宅から通勤可能な大阪プロレスに、2006年には無我ワールド・プロレスリングに参戦している。2008年からは北都プロレスを主戦場としており、若手の河原成幸や池田昌樹らのコーチとして指導に当たっている。
2006年9月18日には後藤達俊と対戦。必殺技が「バックドロップ」の者同士として、プロレスファンの話題にもなった。
2012年、宝島文庫の『元・新日本プロレス』第2章において、元同僚のプロレスラーである片山明と共にインタビューを受け、近年は北都プロレスをメインに出場しており、レスラーとして現役であることも報告している。北都プロレスでの若手への練習内容は「当時の新日本プロレス」のそれであり、練習内容はメジャー団体と対等であると語っている。
2013年には腰の手術を行っている。
2014年には地元神戸でみちのくプロレスに参戦し、郡司歩とシングル対戦を行った。
2020年現在は、主に北都プロレスに参戦するほか、武藤敬司が主宰するプロレスリングマスターズにも出場している。

## 得意技
バックドロップ
コブラツイスト
卍固め

## 入場曲
- THE MASTER

## 映画出演
- 新宿純愛物語（1987年、東映）‐ 狂犬四天王・竜 役